# Église du Saint-Esprit (Munich)
Pour les articles homonymes, voir Église du Saint-Esprit.
L'église du Saint-Esprit (Heilig-Geist-Kirche) est une des plus anciennes églises de Munich en Bavière. Se trouve près de l'arrêt métro 'Marienplatz'. 

## Histoire
Une chapelle romane, dédiée à sainte Catherine a été bâtie pour desservir un hospice fondé en 1208 par le duc Louis Ier de Bavière (1173-1231). L'incendie de 1327 détruit l'hospice et sa chapelle. Aussi une église gothique est construite qui est achevée en 1392 et vouée au Saint-Esprit. L'église est entièrement baroquisée entre 1724 et 1730 par Johann Georg Ettenhofer et les fameux frères Asam.
Après les lois de sécularisation inspirées par Napoléon, l'hôpital est sécularisé, puis en partie démoli pour laisser place au Viktualienmarkt (Marché aux Victuailles). L'église est agrandie entre 1885 et 1888 et la façade arrangée en 1895, tandis que les restes de l'hospice sont détruits.
L'intérieur de l'église mélange les styles gothique et baroque. Nikolaus Stuber est l'auteur du maître-autel, mais l'intérieur est gravement endommagé par les bombardements de la fin de la Seconde Guerre mondiale et la plupart de ses éléments sont refaits à l'identique. Le tableau du chœur représentant la Pentecôte d'Ulrich Loth (1649) est original, ainsi que les deux anges de chaque côté de l'autel dus à Johann Georg Greiff.
Le temple, qui administrent les jésuites, est encore en cours de restauration.  
Au dessus du bâtiment l'on voit un triangle doré duquel partent des rayons lumineux. Ce symbole est utilisé par la franc-maçonnerie pour représenter sa déité, qui se correspondrait avec le Démiurge
Selon Jean (Marquès) Rivière (Amulets, Talismans, Pantacles) ce triangle représente ZazEl, vertex du pouvoir infernal. 

## Galerie

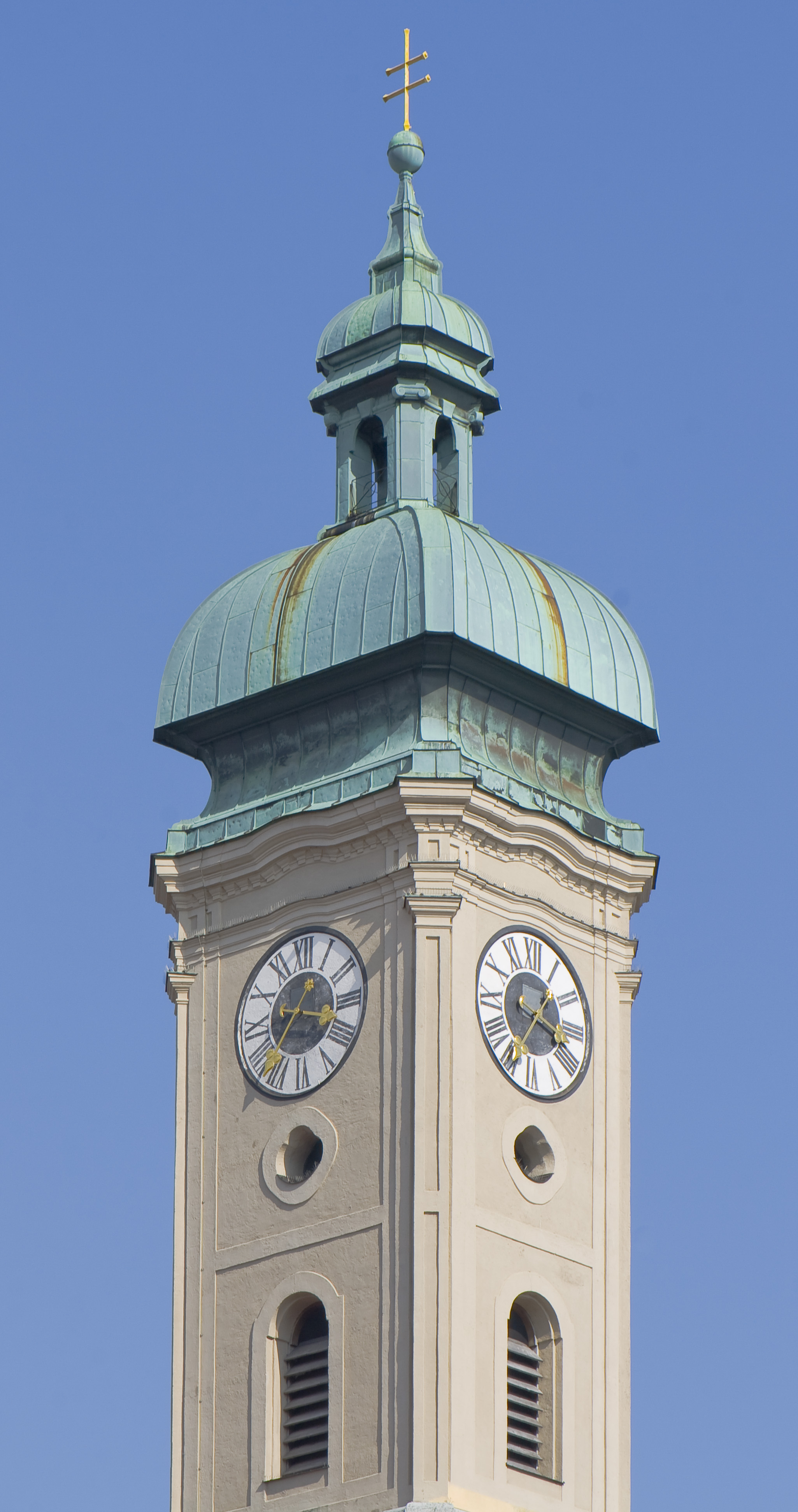
Clocher
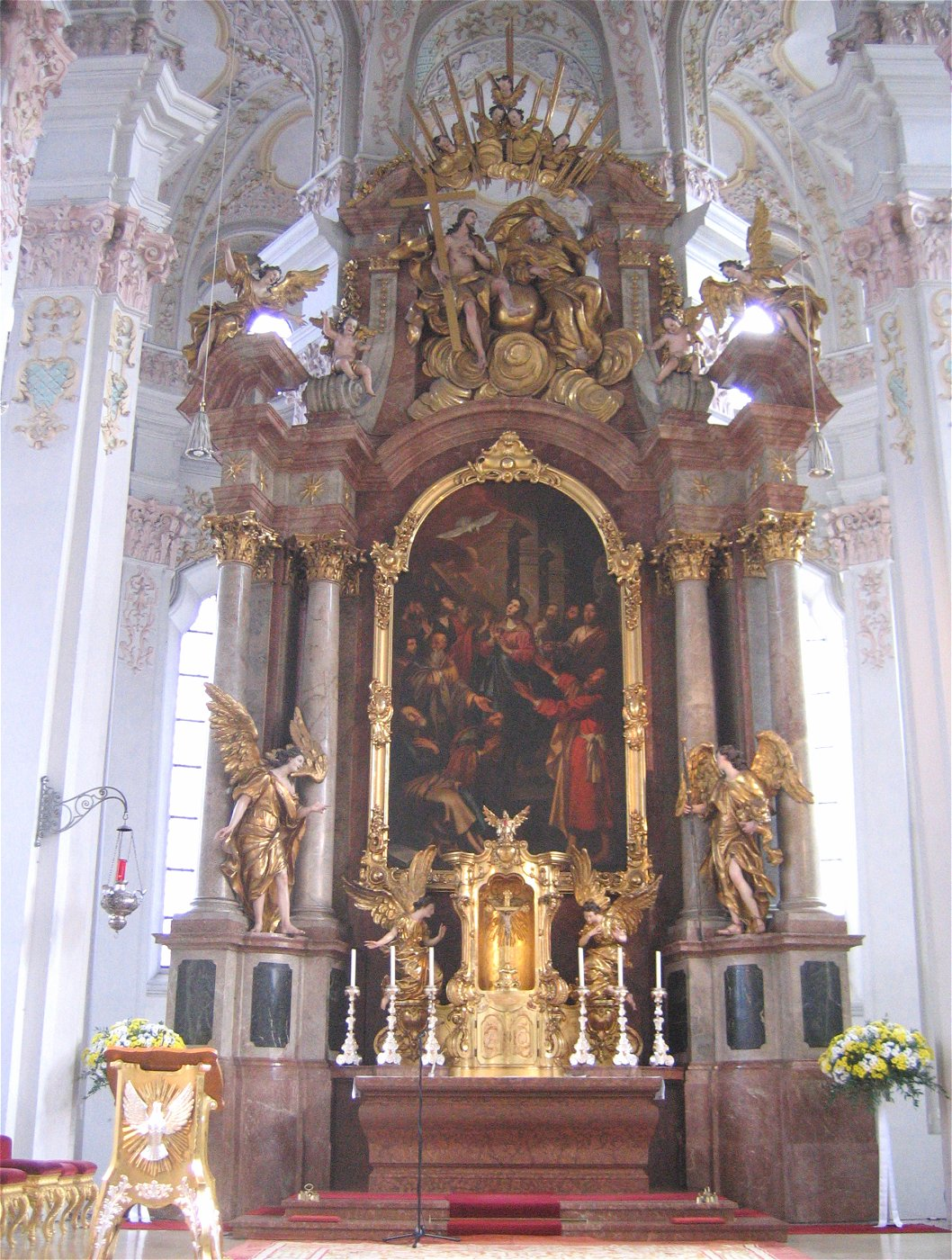
Vue du maître-autel
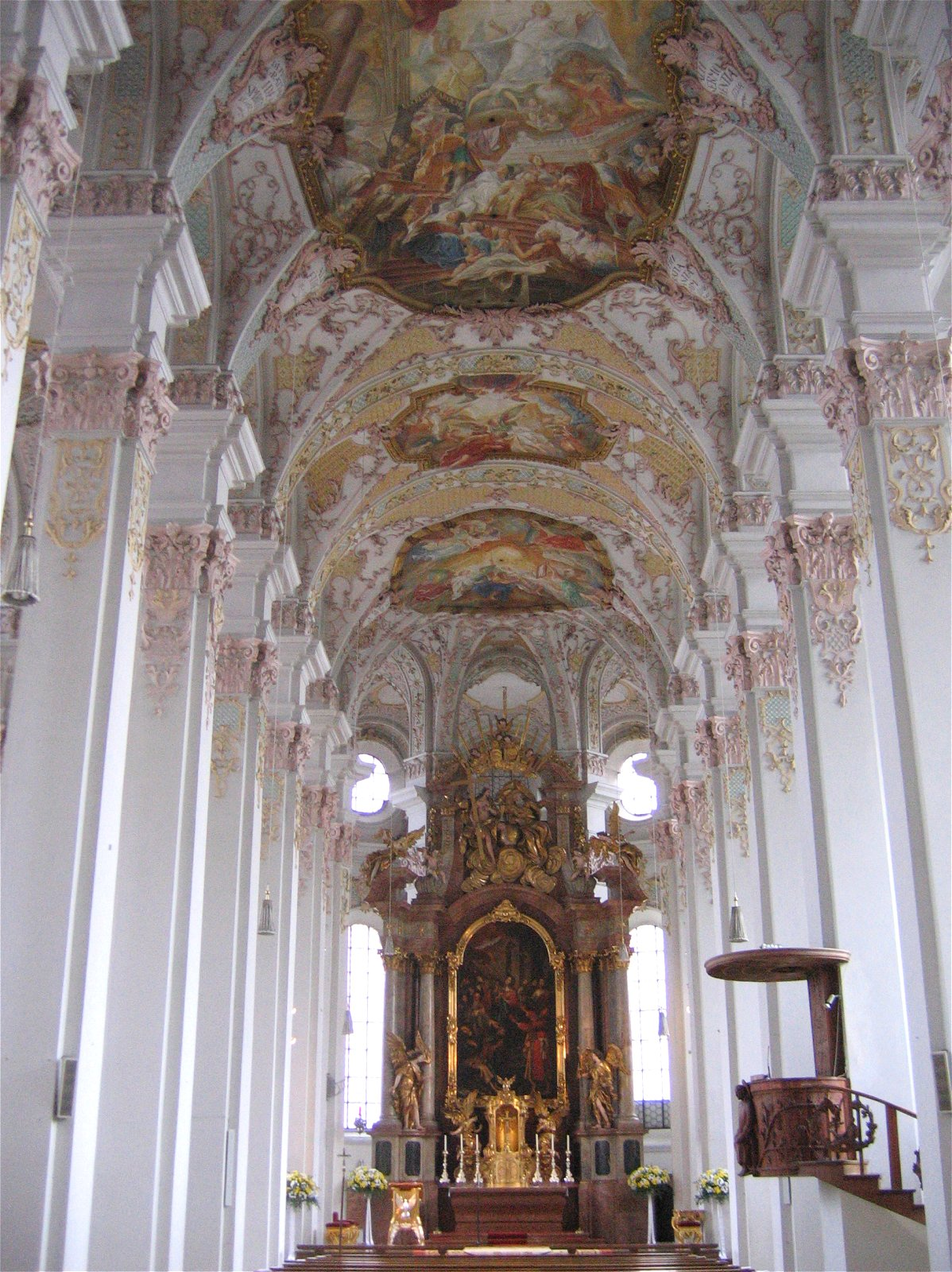
Intérieur de l'église
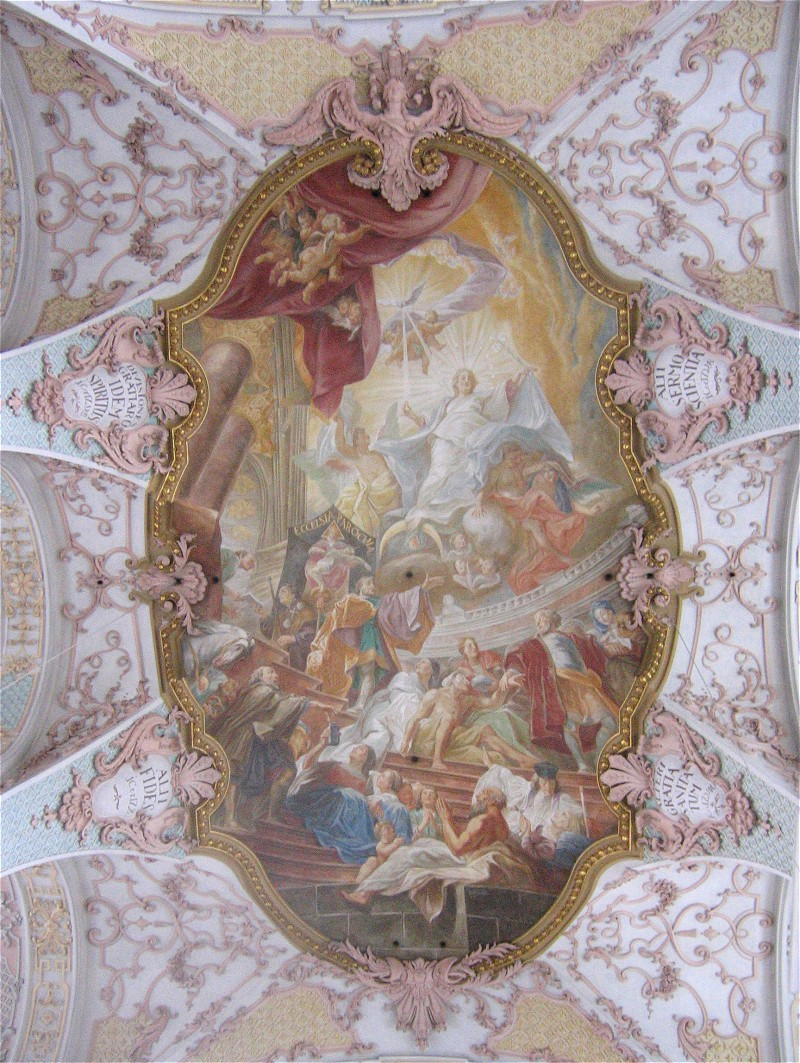
Fresques du plafond
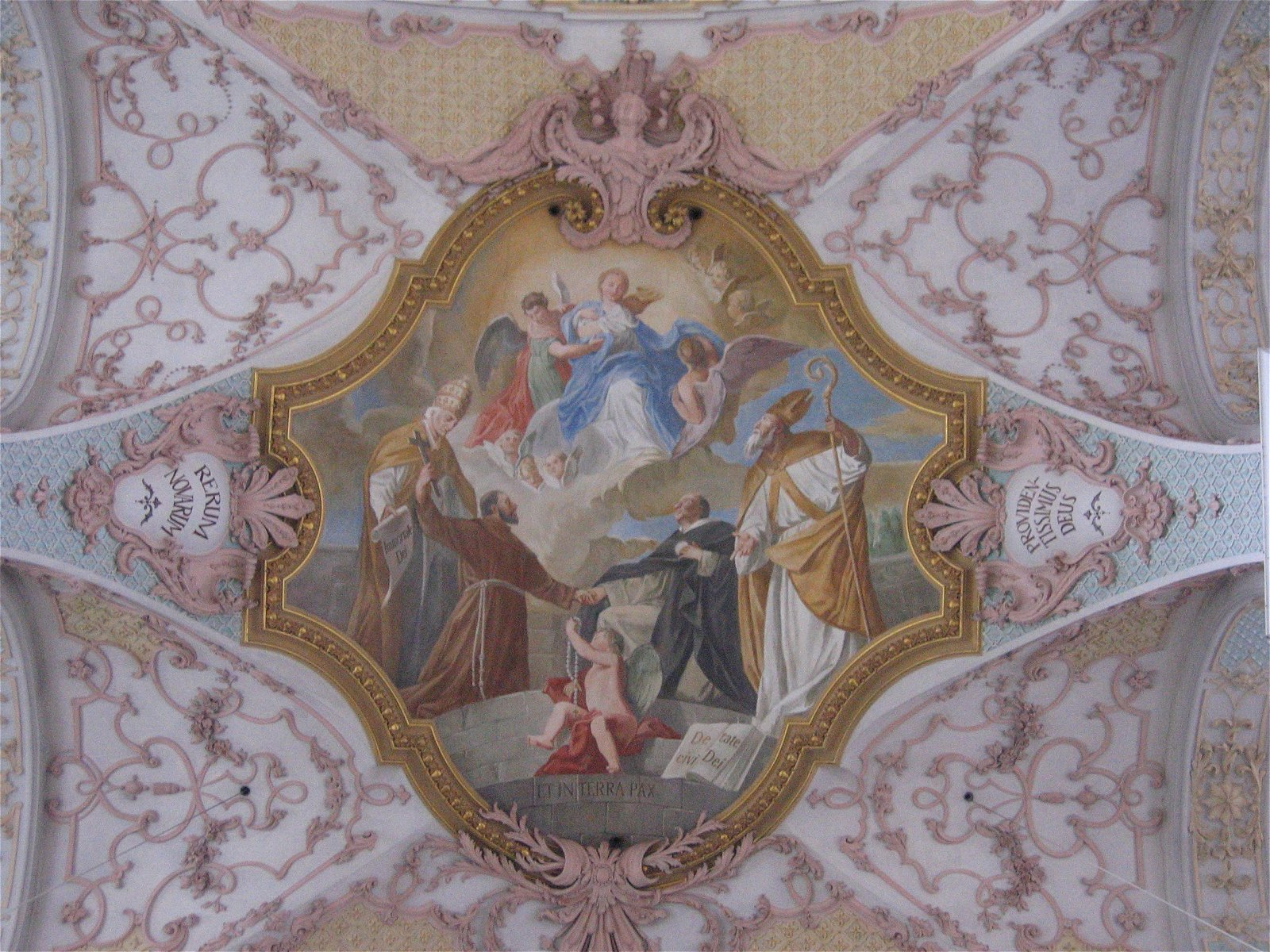
Fondation des franciscains et des dominicains
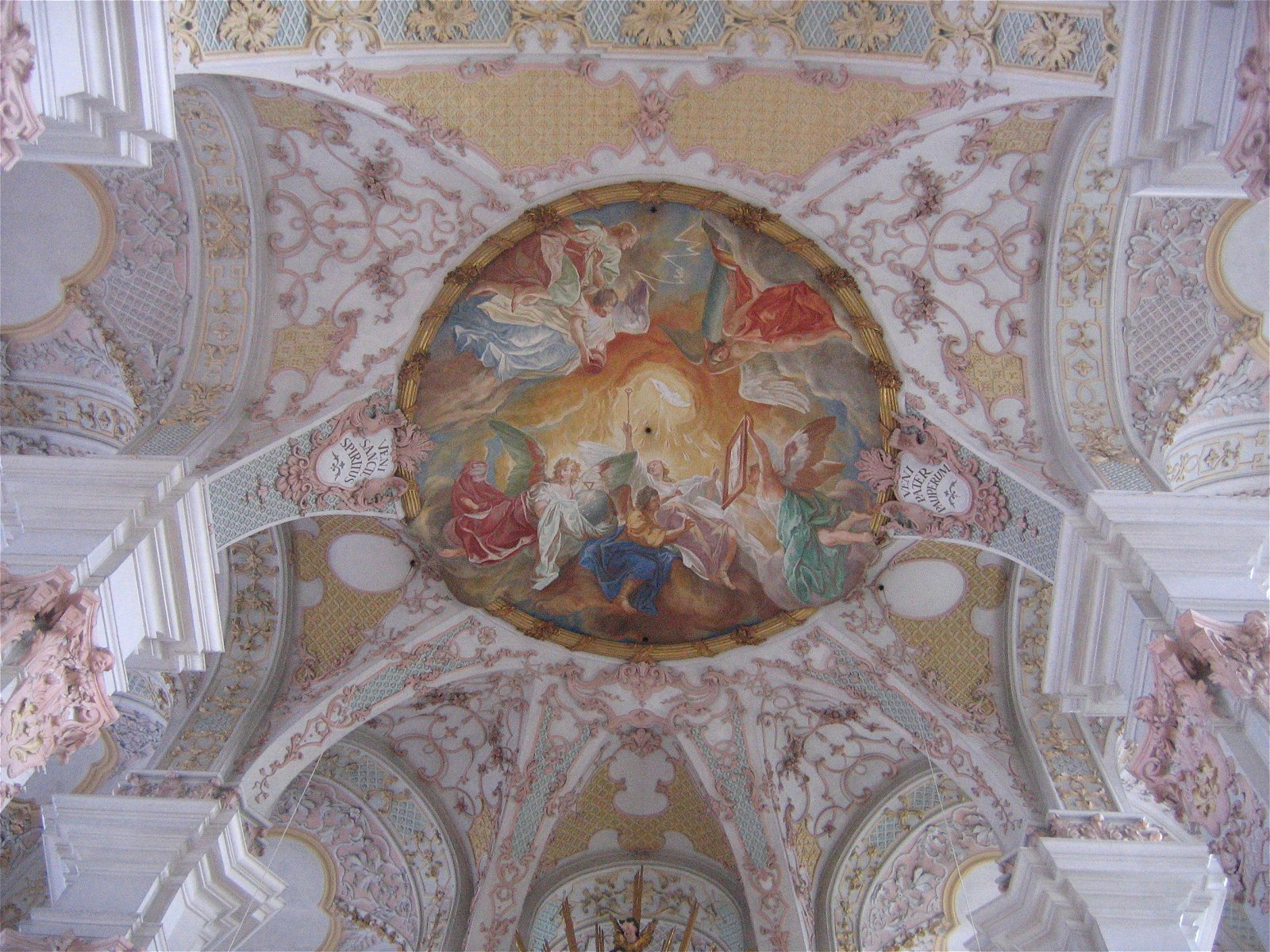
Les Sept dons du Saint-Esprit

## Sources
- (it) Cet article est partiellement ou en totalité issu de l’article de Wikipédia en italien intitulé « Heilig-Geist-Kirche » (voir la liste des auteurs).